# الخوايع (دهارالشطيبة)
الخوايع هو دُوَّار يقع بجماعة تغرامت، إقليم الفحص أنجرة، جهة طنجة تطوان الحسيمة في المملكة المغربية. ينتمي الدوّار لمشيخة دهارالشطيبة التي تضم 4 دواوير. يقدر عدد سكانه بـ 300 نسمة حسب الإحصاء الرسمي للسكان والسكنى لسنة 2004.

## روابط خارجية
- البوابة الوطنية للجماعات الترابية
- المندوبية السامية للتخطيط